# Jordanita tenuicornis
Jordanita tenuicornis ist ein Schmetterling aus der Familie der Widderchen (Zygaenidae). Das Epitheton setzt sich aus den Worten „tenuis“ für dünn und „cornu“ für Horn zusammen und weist auf die dünnen Fühler der Art hin.

## Merkmale
Die Falter erreichen eine Vorderflügellänge von 10,0 bis 12,8 Millimeter bei den Männchen und 8,0 bis 10,8 Millimeter bei den Weibchen. Kopf, Thorax und der proximale Teil der Beine schimmern grün, das Abdomen schimmert bläulich grün oder blau. Die Stirn (Frons) ist ungefähr 1,5-mal breiter als die Facettenaugen. Die Fühler schimmern blau oder bläulich grün und bestehen aus 35 Segmenten auf Sizilien und 48 Segmenten in den Abruzzen. Der Fühlerschaft ist an der Basis etwas schlanker. Die Vorderflügeloberseite schimmert grün oder bläulich grün. Der Hinterflügel ist dunkelgrau und leicht transluzent. Die Flügelunterseiten sind grau. Der Vorderrand des Hinterflügels ist mit metallisch glänzenden Schuppen besetzt.
Bei den Männchen haben die Valven einen ventralen Fortsatz in variabler Länge, der sich – bezogen auf die Gesamtlänge – in einem Abstand von 1/3 zur Spitze befindet. Der Fortsatz entspringt am distalen Ende des Sacculus. Der ventrale Rand der Valven hat distal von diesem Fortsatz kleine Zähnchen. Das Vinculum hat eine kurze, stark sklerotisierte und distal abgerundete Saccusplatte. Der Aedeagus ist fünfmal länger als breit. Auf der Blase sind keine Stacheln vorhanden, sondern nur ein kleiner Bereich winziger dreieckiger Nadeln. Das 8. Abdominalsternit ist dreieckig bis trapezförmig und distal doppellappig. Es reicht geringfügig über den hinteren Rand des Segments hinaus.
Bei den Weibchen ist das Ostium bezüglich der Abdomenachse asymmetrisch. Die Ränder sind durch das stark sklerotisierte 8. Sternit wellenförmig ausgebildet. Letzteres ist durch die charakteristische Einbuchtung am Hinterrand des 7. Abdominalsternits deutlich sichtbar. Das Antrum ist transluzent, gerieft und kurz. Der transluzente Ductus bursae hat eine breite Basis und ist gerieft. Distal ist er schmaler und stark abgeknickt. Das Corpus bursae ist eiförmig, die innere Seite ist mit winzigen dreieckigen Nadeln bedeckt.
Das Ei ist grünlich gelb.
Raupe, Puppe und Kokon sind bisher unbeschrieben.

### Ähnliche Arten
Es gibt keine sympatrisch mit J. tenuicornis vorkommenden Arten. Jordanita globulariae ist größer, hat breitere Flügel, die Hinterflügel sind heller und transluzenter. Jordanita graeca hat einen sehr ähnlichen Habitus, kommt aber nicht in der Mitte und im Süden Italiens oder auf Sizilien vor. J. tenuicornis kann von den beiden ähnlichen Arten genitalmorphologisch unterschieden werden.

### Unterarten
Die Unterart J. t. tenuicornis (Zeller, 1847) ist kleiner als die Unterart J. t. turatii und hat einen kürzen Valvenfortsatz. Die Unterart J. t. turatii (Bartel, 1906) ist größer als die Nominatunterart und hat einen längeren ventralen Valvenfortsatz.

## Verbreitung
Jordanita tenuicornis kommt endemisch in Mittel- und Süditalien und in Sizilien vor. Die Unterart J. t. tenuicornis kommt im Süden Italiens und auf Sizilien vor. Die Unterart J. t. turatii ist im mittleren Italien beheimatet. Die Art besiedelt Wiesen und Straßenränder mit Distelbewuchs.

## Biologie
Die Weibchen legen die Eier auf ähnliche Art und Weise wie Jordanita subsolana und Jordanita graeca einzeln in den Flaum der Blattunterseite. Die Raupen der Unterart J. t. turatii entwickeln sich an Golddistel (Carlina vulgaris) und an der Flockenblumenart Centaurea ambigua. Die erwachsenen Raupen der Unterart J. t. tenuicornis minieren in den Blättern der Acker-Kratzdistel (Cirsium arvense) und verschiedener Flockenblumenarten. Die Falter fliegen in Sizilien ab April und im italienischen Bergland bis Juli. Sie zeichnen sich durch einen sehr schnellen Flug aus.